# پیودنه
شهر پیودنه (به روسی: Південне) در استان خارکف در کشور اوکراین واقع شده‌است. جمعیت این شهر ۸٬۵۱۶ نفر است.